# Kountioro
Kountioro est une commune rurale située dans le département de Guiaro de la province du Nahouri dans la région du Centre-Sud au Burkina Faso.

## Géographie
Isolé dans le département, Kountioro est situé à environ 27 km au Sud-Ouest de Guiaro.

## Santé et éducation
Le centre de soins le plus proche de Kountioro est le centre de santé et de promotion sociale (CSPS) de Boala.